# ココロとカラダ 女性の悩みQ&A
ココロとカラダ 女性の悩みQ&A（こころとからだ じょせいのなやみキューアンドエー）は、長野放送（NBS）にて2011年7月7日から9月29日まで毎週木曜日22：54 - 23：00（JST）に放送されていたミニ番組である。全13回。

## 概要
- 20代から30代の女性に見られる様々な症状を紹介し、その対処法を医療のプロである婦人科医が詳しく説明する健康情報番組。
- 聞き手はNBSアナウンサーの岸田麻未が担当。放送当時入社1年目だった岸田は、本番組を機に自分と向き合って健康を学ぶことが出来たと述懐している[2]。
- 放送期間中の2011年9月23日にはNBSホールにて『NBSスペシャルイベント ココロとカラダ 女性の悩みQ&A』と題したセミナーが200人の観客を集めて行われた。

## 出演者
- 岸田麻未（きしだ あさみ）
長野放送アナウンサー。聞き手担当。
- 滝澤緑（たきざわ みどり）
長野県長野市若穂に所在する「滝澤医院」の院長。

## 放送リスト
1. 番組イントロダクション（7月7日）
2. 漢方を知ろう（7月14日）
3. 冷え症（7月21日）
4. 便秘の悩み（7月28日）
5. 月経の悩み①「月経症」（8月4日）
6. 月経の悩み②「月経不順」（8月11日）
7. 月経の悩み③「PMS（月経前症候群）」（8月18日）
8. ストレスと漢方（8月25日）
9. 肩こり（9月1日）
10. めまい（9月8日）
11. ニキビ（9月15日）
12. 妊娠中の不調（9月22日）
13. 番組のまとめ（9月29日）※最終回